# چری موبایل
چری (که قبلاً به عنوان چری موبایل می‌شناسد) (انگلیسی: Cherry) شرکت مخابرات فیلیپینی است، که در سال ۲۰۰۹ تأسیس شد.

## تاریخچه

لوگوی قدیمی چری موبایل (۲۰۰۹-۲۰۲۰)

چری موبایل جدا از اینکه اولین برند قانونی تلفن همراه با سیستم های دو و سه سیم‌کارت در فیلیپین است، اولین گوشی مجهز به ویندوز را در این کشور در نتیجه همکاری انحصاری با مایکروسافت به بازار عرضه کرد.